# Вон Чунь Хинь
Вон Чунь Хинь (англ. Wong Choon Hin, 19 марта 1950) — малайзийский хоккеист (хоккей на траве), полевой игрок.

## Биография
Вон Чунь Хинь родился 19 марта 1950 года.
Играл в хоккей на траве за Селангор.
В 1972 году вошёл в состав сборной Малайзии по хоккею на траве на летних Олимпийских играх в Мюнхене, занявшей 8-е место. Играл в поле, провёл 9 матчей, мячей не забивал.
В 1976 году вошёл в состав сборной Малайзии по хоккею на траве на летних Олимпийских играх в Монреале, занявшей 8-е место. Играл в поле, провёл 7 матчей, забил 1 мяч в ворота сборной Испании.